# Gottfried de Purucker
Gottfried de Purucker (Suffern, 15 januari 1874 - Covina, 27 september 1942) was een Amerikaanse schrijver en theosoof.

## Levensloop
Hobart Lorenz Gottfried von Purucker was een van de zeven kinderen van een Anglicaanse dominee. Op jonge leeftijd dacht hij dat ook hij dominee zou worden. Toen het gezin in 1881-1882 in Texas woonde, werd de Purucker ernstig ziek. Hij kreeg tyfus en zijn dokter verklaarde hem op een bepaald moment dood. In 1888 verhuisde het gezin naar Zwitserland waar zijn vader pastor was van de Amerikaanse kerk in Genève. De jonge de Purucker studeerde daar aan het Collège de Genève. Hij kreeg ook onderricht door zijn vader en had verschillende privéleraren. Hij sprak Engels, Duits en Frans en leerde Grieks, Hebreeuws, Italiaans, Spaans en Angelsaksisch.
Omdat zijn vader dominee en pastor was, ging de Purucker naar de kerk. Hij was koorknaap en terwijl hij daar zat, bestudeerde hij de mensen rondom hem. Het leek hem of deze hoffelijke, vriendelijke mensen slechts aanwezig waren omdat het hun plicht was. Instinctief had de Purucker het gevoel dat er iets mis was: of met hem, of met het systeem. Toen hij ouder was en oosterse literatuur begon te lezen, begreep hij dat de mensen die hij in de kerk zag, zochten naar de waarheid. Ze wilden vertroosting en inzicht doch vonden dit niet.
De Purucker leerde Sanskriet nadat hij een vertaling van de Upanishads in handen kreeg. Op achttienjarige leeftijd wist de Purucker dat hij geen dominee wilde worden. Hij besloot de school te verlaten en door de Verenigde Staten te reizen.

## Beginjaren theosofie
De Purucker was bijna twintig jaar toen hij een boek over theosofie las. Het boek zou zijn leven veranderen. de Purucker reisde van New York naar Californië en werkte er op verschillende ranches. Uiteindelijk vestigde hij zich in San Diego.
In 1892 woonde hij voor het eerst een theosofische lezing bij. Hij bezocht de bibliotheek en studeerde dagelijks theosofie. Op 16 augustus 1893 werd hij lid van de Theosophical Society en in 1894 ontmoette hij William Quan Judge die toen vicepresident van de Society was. De Purucker organiseerde een studiegroep over De Geheime Leer in de San Diego Lodge.
Enkele jaren na de dood van Blavatsky in 1891, was de Theosofische beweging uiteengevallen in meer dan twintig organisaties. de Purucker bleef trouw aan de Theosophical Society. De Purucker keerde in 1895 naar Europa terug en in september 1896 ontmoette hij Katherine Tingley die toen in Genève verbleef tijdens haar eerste wereldtournee. Tijdens een gesprek van meer dan een uur nodigde Tingley de Purucker uit om haar te vergezellen op haar tournee. Hij weigerde doch gaf Tingley informatie over een bijzondere plek, ideaal om het toekomstige internationale hoofdkwartier te vestigen: Point Loma (Californië).
In 1897 en 1898 reisde de Purucker door Zuid-Amerika en keerde begin 1899 via New York naar Genève terug. Hij bracht toen een aantal jaren door in Parijs, waar hij in 1899-1900 werkte bij de redactie van de Parijse Daily Messenger.
In 1900 was het internationale hoofdkwartier van de Society verplaatst van New York naar Point Loma. In 1903 sloot De Purucker zich aan bij de staf van het hoofdkwartier en werkte nauw samen met Tingley. Hij begeleidde haar in 1903 en 1904 op haar tweede wereldtour. Hij bezocht Europa, Egypte, Japan en verschillende andere landen in Azië. In 1908, 1912 en 1926 begeleidde hij Tingley opnieuw naar Europa. de Purucker nam deel aan debatten met plaatselijke dominees en hij trad op in de toneelstukken die Tingley in het Griekse Theater liet opvoeren. de Purucker gaf lezingen over theosofie, zowel in het openbaar als aan privé-studenten van Tingley. Hij werd benoemd in het uitvoerend comité dat de activiteiten van de Society regelde terwijl Tingley weg was op haar talrijke tournees. Hij was hoofdassistent-redacteur van The Theosophical Path en had de supervisie van nieuwe uitgaven van Isis Ontsluierd en De Geheime Leer.
Vanaf 1913 onderwees de Purucker aan de School of Antiquity. Toen, in 1919 de Theosophical University werd opgericht, bezette hij de leerstoel Hebreeuws en Sanskriet. In 1921 verkreeg hij een doctoraat in de letteren.

## Leider van de Society
Na het overlijden van Tingley op 11 juli 1929, kondigden bestuursleden van de Society, op 26 juli 1929 aan, dat Gottfried de Purucker de functie van leider van de Universal Brotherhood and Theosophical Society en van Outer Head van de Esoterische Sectie (ES) had aanvaard.
De Purucker begon zijn ambtsperiode met het schrijven van verschillende Algemene Brieven, gericht aan de leden van de Society en de Esoterische Sectie. Vol enthousiasme schreef hij zijn visie op de toekomst en verzekerde de leden dat de leraren van Helena Blavatsky nog steeds voor en met de Society werkten, zowel innerlijk als uiterlijk.
De Purucker had met Tingley, in de loop der jaren, heel wat plannen en verwachtingen besproken. Hij probeerde die te verwezenlijken. In een bulletin van 12 augustus 1929 kondigde hij aan dat, gevolg gevend aan een wens van Tingley, de naam van de Society terug werd veranderd van The Universal Brotherhood and Theosophical Society in The Theosophical Society. de Purucker drong er bij de leden ook op aan om loges op te richten in plaats van geïsoleerde, ongebonden leden (members-at-large) te blijven. Onmiddellijk werden er loges gevormd. De organisatie kende een plotse uitbreiding en op de Constitutionele Conventie van 5 december 1929 werden veranderingen goedgekeurd waardoor Nationale Afdelingen en loges bijna volledige autonomie kregen.
Om meer belangstelling voor de theosofie te stimuleren, moedigde de Purucker het jeugdwerk aan, zowel door de lotuscirkels (werk voor kinderen jonger dan 14 jaar) en de Rajayoga School en Academy (later herdoopt tot de Lomaland School). Hij richtte een nieuw maandelijks tijdschrift voor kinderen op: The Lotus-Circle Messenger.
Om de leden een sterkere eenheid te laten vormen werd het Theosophical Forum van Judge nieuw leven ingeblazen. Dit maandblad van de leden stond vol nieuws en geselecteerde documenten uit het archief van de Society. Ook het dagbladformaat van The Theosophical Path werd weer veranderd in dat van een tijdschrift. Deze twee tijdschriften en het blad Lucifer werden in januari 1936 samengevoegd tot een vergroot Theosophical Forum. Dit maandblad bleef verschijnen tot maart 1951.
De Purucker reisde zoveel hij kon door de Verenigde Staten en Europa. Hij wilde zijn boodschap persoonlijk aan een groot publiek brengen. Zijn eerste lezingentour duurde zes maanden. Van september 1932 tot oktober 1933 bezocht hij Europa en verplaatste tijdelijk de officiële staf van de Society naar Londen. Ook van augustus tot oktober 1937 bezocht hij Europa.
Een hoofdthema in het beleid van de Purucker was een poging om de leden van de verschillende theosofische groepen en organisaties dichter bij elkaar te brengen. Hij wilde dit doen op basis van broederschap en wederzijds respect. In maart 1930 kondigde hij in het openbaar de Fraternization Movement (Verbroederingsbeweging) aan. Hij moedigde zijn leden aan om vriendschappelijke banden aan te knopen met theosofen van andere organisaties en gezamenlijke plaatselijke activiteiten te ontwikkelen. Hij nodigde bestuursleden en vooraanstaande figuren van de verschillende theosofische organisaties uit naar een conventie. Deze zou gehouden worden in 1931 met als thema de herdenking van de geboorte van Blavatsky, toen honderd jaar geleden. Andere ontmoetingen volgden. De Purucker kon zijn doel niet volledig realiseren, doch de gevoelens van vijandigheid tussen de verschillende theosofische groepen verminderden. Grondslagen voor de toekomst werden gelegd.
Tijdens de ambtsperiode van de Purucker kreeg ook de theosofische literatuur veel aandacht. De Theosophical University Press bleef, naast de tijdschriften, ook de boeken van Blavatsky, Judge en anderen drukken, evenals klassieke oosterse filosofische boeken en een nieuwe reeks inleidende handboekjes.
Twee grote projecten, die niet tijdens het leven van de Purucker, voltooid werden waren: The Complete Writings of H.P. Blavatsky (Blavatsky’s volledige werk) en de Encyclopedic Theosophical Glossary. In 1924 verzamelde Boris de Zirkoff zo veel mogelijk gepubliceerde documenten van Blavatsky. Zijn werk betreffende de jaren 1874 tot 1879 voltooide hij in de zomer van 1929. Hij stelde aan de Purucker voor om een uniforme editie van alle geschriften van Blavatsky uit te geven. Een commissie werd hiervoor opgericht. Samenwerking van de andere theosofische organisaties werd gevraagd en de Theosofische Vereniging (Adyar) bleek daarbij bijzonder behulpzaam. Het project werd In 1931 openbaar aangekondigd als de Centennial Edition. De eerste twee delen verschenen in 1933 en de volgende delen in 1935 en 1936. Na de dood van De Purucker werd het werk voortgezet. Uiteindelijk werden er 14 delen van Blavatsky’s Collected Writings uitgegeven.
In 1930 stelde de Purucker voor, te werken aan een groot theosofisch woordenboek. Het meeste materiaal werd geschreven door leden van zijn literaire commissie. Iedere term werd door hem, als redacteur, herzien. Hij bleef correcties en toevoegingen aanbrengen tot mei 1941 en ook in 1942 verduidelijkte hij nog enkele punten.
Ondanks de ernstige financiële problemen, veroorzaakt door de Grote Depressie, nam het openbare werk, tijdens de ambtsperiode van de Purucker, enorm toe.

## Dood en opvolging
In 1942 verkocht de Purucker het bezit in Point Loma. Hij verhuisde het hoofdkwartier naar Covina, Californië. Enkele maanden later stierf hij, onverwachts, op 27 september 1942. de Purucker had instructies nagelaten dat, indien er geen man of vrouw zich als leider zou aandienen, het Kabinet van de Theosophical Society de vereniging drie jaar lang zou besturen en daarna, door verkiezing, deze functie zou invullen. In 1945 koos het Kabinet kolonel Arthur L. Conger, hoofd van de Amerikaanse Afdeling, als leider van de Theosophical Society.
De Purucker heeft, door zijn diepgaande studie van de oude wijsheid, een onschatbaar erfgoed nagelaten. Hij probeerde zijn leden, lezers en toehoorders aan te moedigen een evenwicht te zoeken tussen intuïtie, intellect, mededogen en, hun op zichzelf gerichte aspecten te laten leiden door hun universele spirituele zelf. Een taak voor ieder individu om deze vereniging van de mens met de innerlijke god te ontwikkelen. de Purucker zag het als zijn levenstaak om deze verheven visie aan zo veel mogelijk mensen over te brengen.

## Werken
- De Esoterische Traditie
- Beginselen van de Esoterische Filosofie
- Aspecten van de Occulte Filosofie
- Bron van het Occultisme
- Dialogen van G. de Purucker
- Het Pad van Mededogen
- Occulte Woordentolk
- Levensvragen
- Wind van de Geest
- De Vier Heilige Jaargetijden
- Mens en Evolutie
- Wind van de geest